# Manoir de Caudemone (La Chapelle-Haute-Grue)
Ne pas confondre avec Manoir de Caudemone (Auquainville)
Le manoir de Caudemone est un édifice situé à La Chapelle-Haute-Grue, en France.

## Localisation
Le monument est situé dans le département français du Calvados, à 800 mètres au sud-ouest du petit bourg de La Chapelle-Haute-Grue et de son église.

## Historique
Le manoir (dont sa tourelle) est inscrit au titre des Monuments historiques depuis le 26 décembre 1928, les pavillons d'entrée et le pigeonnier depuis le 11 avril 1947.